# مشمار هنيغف
مشمار هنيغف (ب[מִשְׁמַר הַנֶּגֶב، وتعني: حرس النقب] خطأ: {{اللغة-؟؟}}: النص يحتوي على علامة مائلة (مساعدة)). هو كيبوتس يقع على الطرف الشمالي من صحراء النقب في إسرائيل. وتحديدًا على الطريق رقم 264، على بعد حوالي كيلومترين إلى الجنوب من مدينة رهط البدوية. وحوالي عشرة كيلومترات من بئر السبع. يتبع الكيبوتس إداريًا إلى المجلس الإقليمي بني شمعون. بلغ عدد سكانه في عام 2017 نحو 907 نسمة.

## تاريخ
تأسس كيبوتس مشمار هنيغف في عام 1946، كواحد من 11 نقطة استيطانية في النقب. حيث تأسس على يد مجموعة شبابية ماركسية يهودية صهيونية، الذين أقاموا مسعكرًا في موقع الكييوتس مساء يوم 6 أكتوبر، بعد صيام يوم الغفران.